# Sepia confusa
Sepia confusa är en bläckfiskart som beskrevs av Smith 1916. Sepia confusa ingår i släktet Sepia och familjen Sepiidae. IUCN kategoriserar arten globalt som otillräckligt studerad. Inga underarter finns listade i Catalogue of Life.